# United States Space Force
Die United States Space Force (USSF) ist die Raumfahrtabteilung der US-Streitkräfte und eine der acht Uniformed Services of the United States. Der Vorgänger der Space Force wurde am 1. September 1982 als Air Force Space Command (AFSPC) gegründet und am 20. Dezember 2019 mit der Unterzeichnung des United States Space Force Act zur US Space Force und somit zur unabhängigen militärischen Abteilung.
Die US Space Force ist dem Department of the Air Force zugeordnet, einer der drei Militärabteilungen des Verteidigungsministeriums. Die Space Force wird vom Secretary of the Air Force geleitet, der dem Verteidigungsminister untersteht. In Bezug auf die Anzahl der Mitarbeiter ist sie der kleinste US-Militärdienst innerhalb des US-Verteidigungsministeriums. Der militärische Leiter der Space Force ist der Chief of Space Operations (CSO). Die Einsatzkräfte der Space Force sind dem Unified Combatant Command und vorwiegend dem Space Command zugeordnet. Sie werden als „Guardians“ bezeichnet.
Im September 2019 betrieb das AFSPC 77 Satelliten sowie zwei Boeing X-37B.

## Vorgeschichte

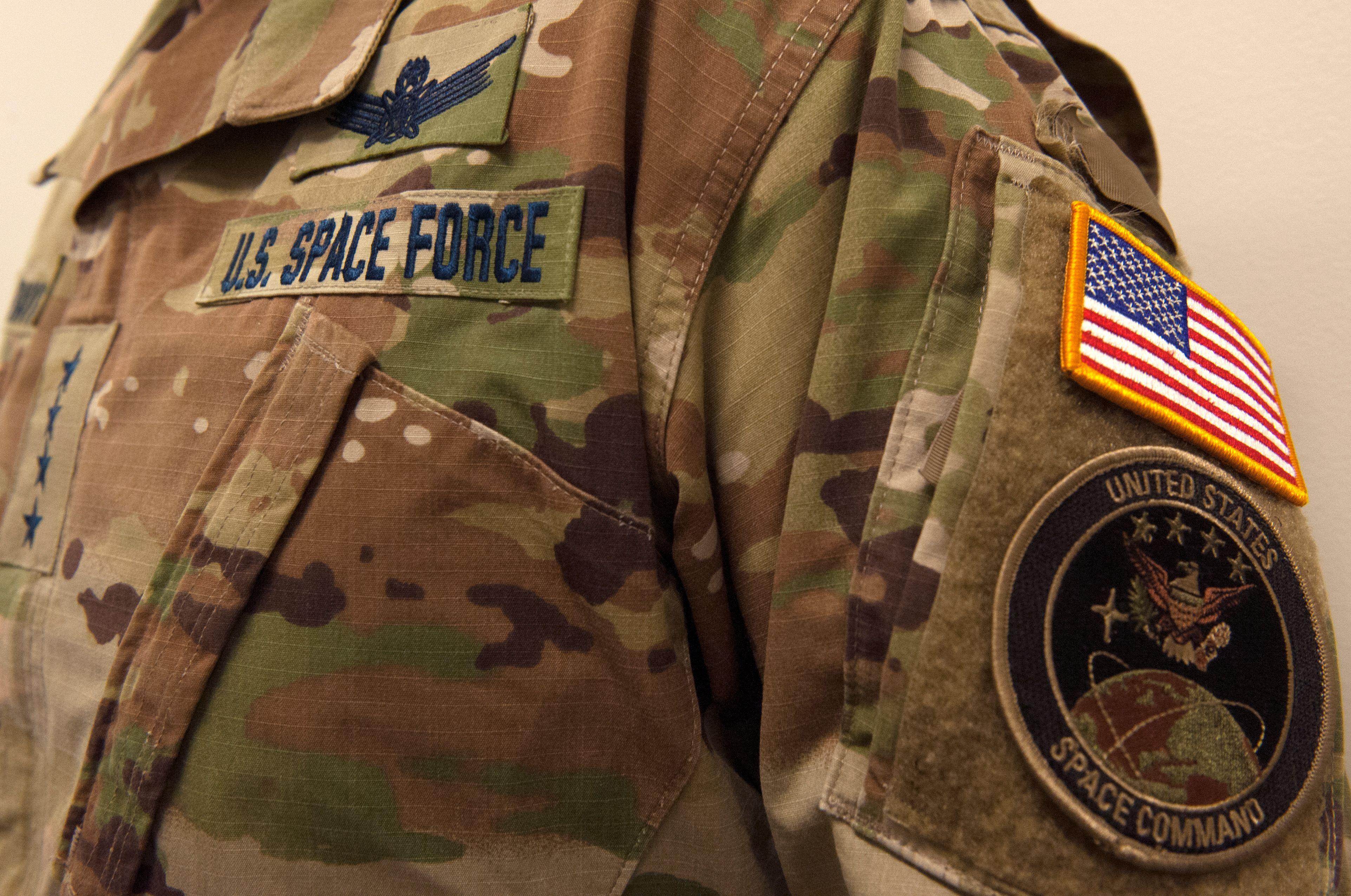
Details der Space-Force Army Combat Uniform

Am 18. Juni 2018 kündigte der damalige US-Präsident Donald Trump in einer Ansprache vor dem National Space Council ein Dekret zur Schaffung einer sechsten Teilstreitkraft an. Die angekündigte US Space Force soll unter anderem die Aufgaben des derzeitigen Air Force Space Command der US Air Force übernehmen.
Am 9. August 2018 erklärte der damalige Vizepräsident Mike Pence, die Space Force soll bis 2020 einsatzbereit sein. Er sagte, die USA müssten sich anstrengen, um die eigene Dominanz im Weltraum zu behalten. Ihre Gegner machten erhebliche Fortschritte. Pence erklärte:

„Viele Jahre haben Länder wie Russland, China, Nordkorea oder Iran Waffen angestrebt, um unsere Navigations- und Kommunikationssatelliten mit elektronischen Angriffen vom Boden aus zu stören. In jüngster Zeit arbeiten unsere Gegner daran, Kriegswaffen ins Weltall zu bringen.“

Hierbei ist der mögliche Einsatz von modernen russischen und chinesischen Antisatellitenwaffen (ASAT) gemeint und der möglichen elektronischen Kampfführung und Cyber-Angriffsfähigkeiten im Weltraum. Hierzu gehören elektronische Gegenmaßnahmen gegen dedizierte militärische Satellitenkommunikation (SATCOM), Satellitenbilder mit Synthetic Aperture Radar (SAR) und verbesserte Fähigkeiten gegenüber globalen Navigationssatellitensystemen wie bspw. Beidou und GLONASS.
Am 19. Februar 2019 unterzeichnete Präsident Trump ein Dekret zur Schaffung der Space Force. Aufgrund des Dekrets werde das Verteidigungsministerium einen Gesetzesvorschlag vorlegen. Der Budgetwunsch für das Fiskaljahr 2020 wurde im Februar 2019 vom Weißen Haus an den US-Kongress übermittelt. Gefordert wurden acht Milliarden US-Dollar und eine Stärke von 15.000 Personen für die ersten fünf Jahre.

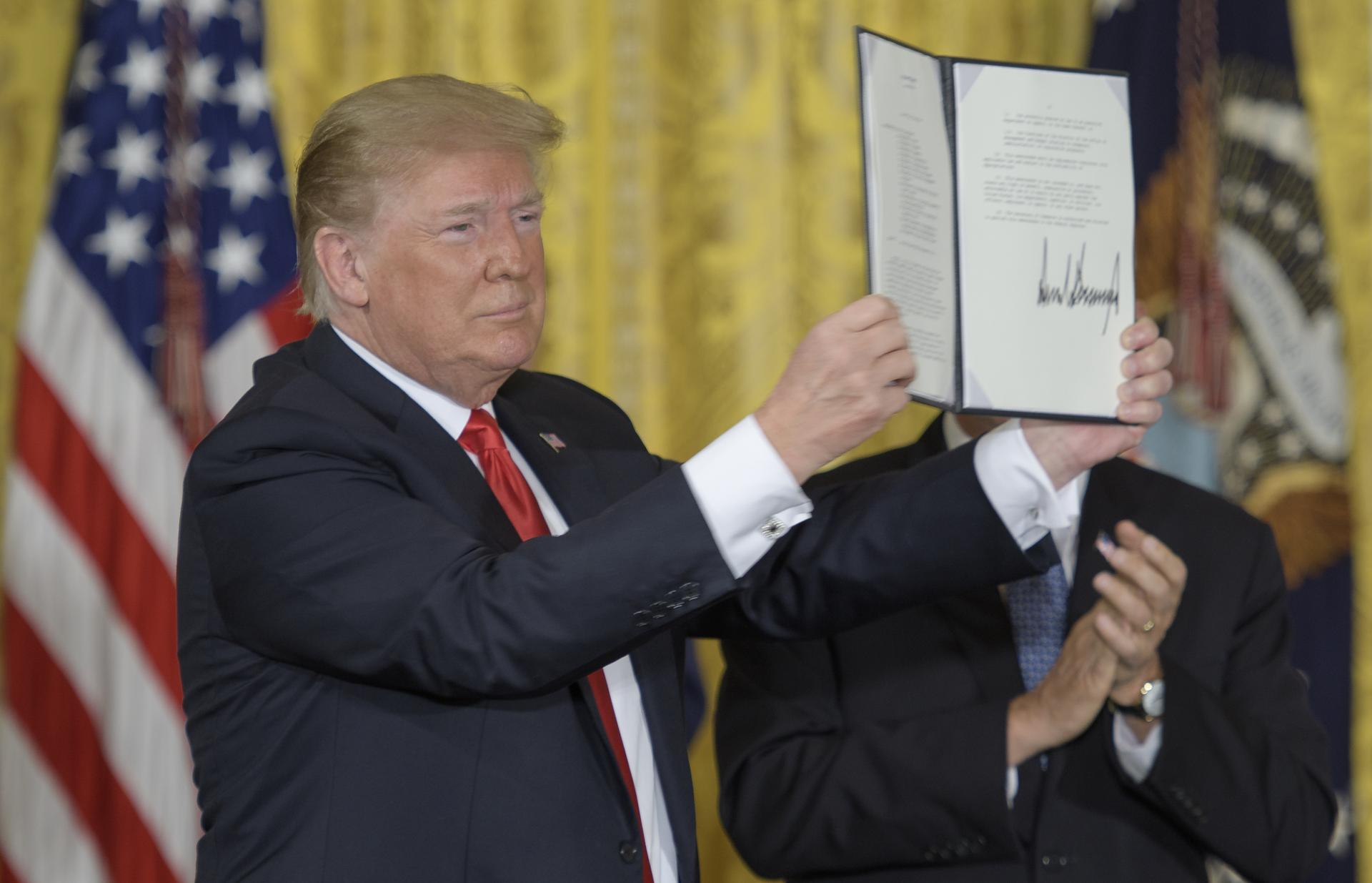
US-Präsident Donald Trump nach der Unterzeichnung der Space Policy Directive-3 am 18. Juni 2018

Am 20. Dezember 2019 unterzeichnete Präsident Trump den National Defense Authorization Act for Fiscal Year 2020, wodurch die United States Space Force offiziell gegründet wurde.
Im Januar 2020 wurden die Uniformen der Öffentlichkeit vorgestellt. Diese sind weitgehend mit denen der US-Army und der US Air Force identisch und übernehmen somit die Army Combat Uniform (ACU) mit dem Flecktarnmuster Operational Camouflage Pattern (OCP).
Am 24. Januar 2020 wurde das neue Logo der United States Space Force vorgestellt.

## Organisation

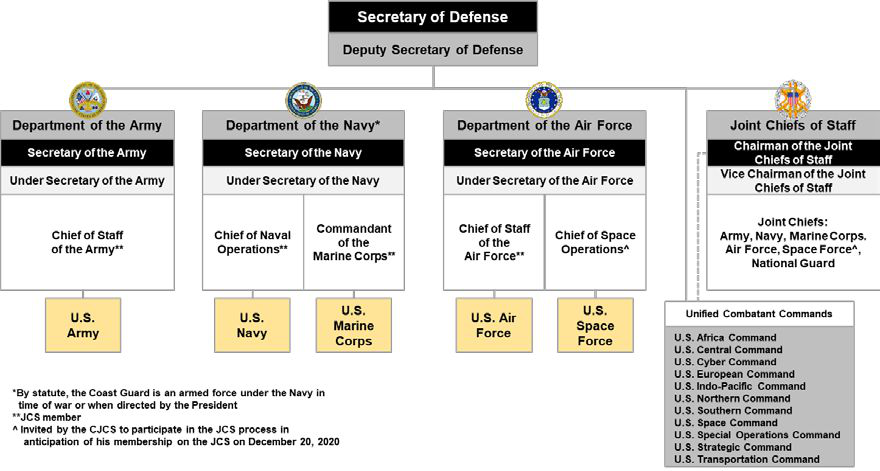
Organisation

Die United States Space Force untersteht dem Department of the Air Force, unter ziviler Führung des Secretary of the Air Force (SecAF) und dem Under Secretary of the Air Force. Der ranghöchste Space-Force-Offizier ist der Chief of Space Operations (CSO), es sei denn, ein General der Space Force fungiert als Vorsitzender oder stellvertretender Vorsitzender der Joint Chiefs of Staff. Der Chief of Space Operations übernimmt die Aufsicht über die Einheiten der Space Force und fungiert als einer der Joint Chiefs of Staff. Der SecAF und der CSO sind für die Organisation, Rekrutierung, Ausbildung und Ausrüstung zuständig, so dass die Space Force unter den Unified Combatant Commands einsatzbereit ist.
Die Space Force Feldkommandos bestehen aus drei verschiedenen Befehlsebenen: Feldkommandos, Deltas oder Garnisonen und Staffeln. Feldkommandos richten sich nach bestimmten Missionsschwerpunkten und werden von einem Generalleutnant oder Generalmajor geführt. Deltas und Garnisonen sind nach einer bestimmten Funktion organisiert, z. B. sind Deltas für Operationen oder Schulungen zuständig und Garnisonen machen Installationsunterstützung. Deltas und Garnisonen werden von einem Oberst geleitet. Staffeln konzentrieren sich auf bestimmte Taktiken und werden von einem Oberstleutnant geführt.

## Struktur

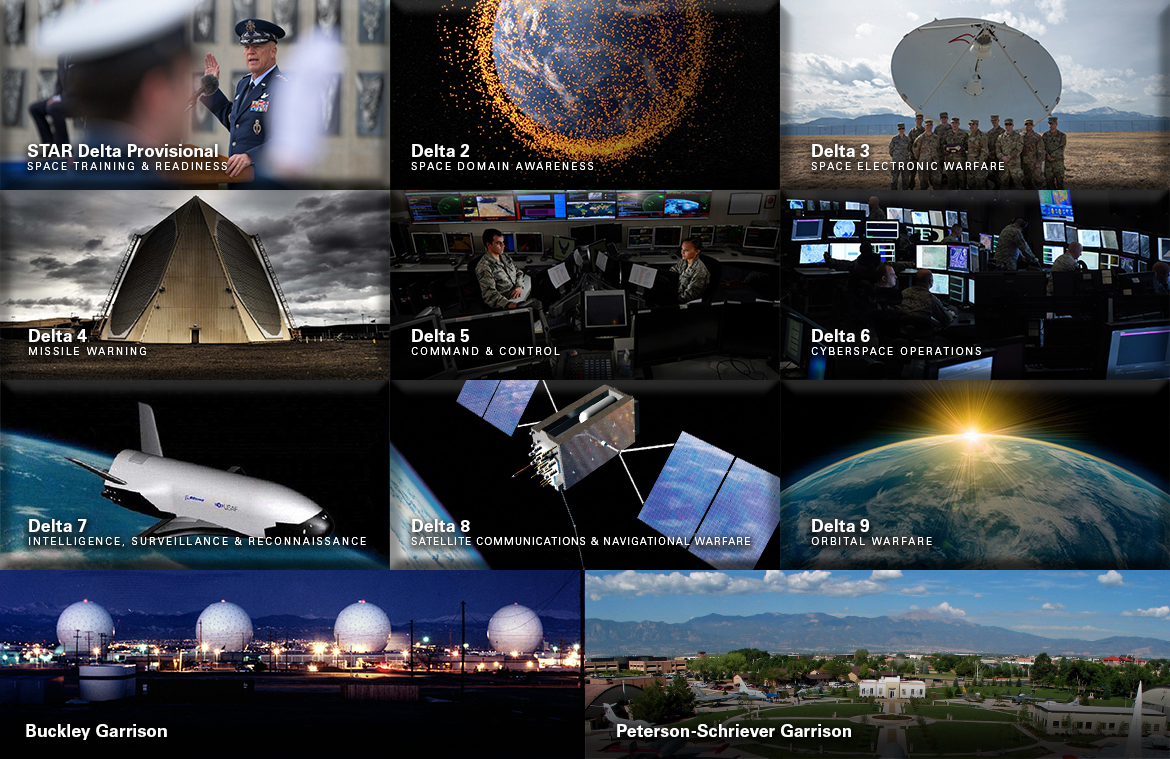
Abteilungen

### Büro des Chief of Space Operations
Das Büro des Chief of Space Operations (OCSO), auch bekannt als Space Staff oder Hauptquartier der United States Space Force, dient als höchstes Personal- und Hauptquartierelement des Dienstes und befindet sich im Pentagon. Die Abteilung wird vom Chief of Space Operations (CSO) beaufsichtigt. Dieser ist für die Organisation, Ausbildung und Ausrüstung der Space Force verantwortlich. Ebenfalls ist dieser Hauptberater des Secretary of the Air Force. Zusätzlich zu ihrer Dienstfunktion dienen sie den Joint Chiefs of Staff und beraten den Präsidenten der Vereinigten Staaten und den Verteidigungsminister.
Der Vice Chief of Space Operations (VCSO), der ebenfalls den Rang eines Generals innehat, dient als Stellvertreter des Chief of Space Operations und ist verantwortlich für die Überwachung, die Integration der Weltraumpolitik und -führung sowie die Koordinierung weltraumbezogener Aktivitäten für die US Space Force und für das Department of the Air Force.
Der Chief Master Sergeant of the Space Force (CMSSF) ist der am höchsten eingestellte Unteroffizier der Space Force. Der SEASF hat den Rang eines Oberstabsfeldwebels. Er leitet und vertritt die Interessen des Personals der Raumstreitkräfte. Außerdem fungiert er als persönlicher Berater des Chief of space operations und Sekretär der Luftwaffe in Fragen des Wohlergehens, Bereitschaft, Moral, Nutzung und Entwicklung von Mitgliedern der Space Force.
Die Unterstützung vom Büro des Chief of Space Operations wird vom Director of Staff verwaltet, der den Rang eines Generalleutnants innehat. Der Director of Staff ist für das Personal, die Informationstechnologie und -verwaltung, die Ressourcen und die Gesamtgruppen der Einsatzkräfte verantwortlich. Er ist auch für die Synchronisierung von Richtlinien, Plänen, Positionen, Verfahren und funktionsübergreifenden Problemen für die Mitarbeiter der US Space Force verantwortlich. Parallel zum Stabschef gibt es drei Deputy Chiefs der Space Force. Der Deputy Chief of Space Operations for Personnel and Logistics, auch als Chief Human Capital Officer bekannt, leitet die S1/4-Direktion und ist ein ziviles Mitglied des Senior Executive Service.
Der Deputy Chief of Space Operations for Operations, Cyber, and Nuclear, auch als Chief Operations Officer bekannt, leitet die Personalabteilung S2/3/6/10 und ist Generalleutnant. Der Chief Operations Officer ist verantwortlich für Operationen, Geheimdienste, Nachhaltigkeit, Cyber und Unterstützung von Nuklearoperationen der Space Force.
Der Deputy Chief of Space Operations for Strategy, Plans, Programs, Requirements, and Analysis, auch als Chief Strategy and Resourcing Officer bekannt, leitet die Personalabteilung S5/8/9 und ist Generalleutnant. Dieser ist verantwortlich für die Strategien, Anforderungen und Budget der Space Force.
Der Chief Technology and Innovation Officer ist der Mobilisierungsassistent des Chief of Space Operations. Der Chief Technology and Innovation Officer ist zuständig für die Organisation, Ausbildung, Ausrüstung und Wartung der US Space Force.
| Titel                                   | Titel | Amt                | Derzeitiger Amtsinhaber              |
| Service leadership                      | Service leadership | Service leadership | Service leadership                   |
| --------------------------------------- | --- | ------------------ | ------------------------------------ |
|                                         | Chief of Space Operations | CSO                | Gen B. Chance Saltzman               |
|                                         | Vice Chief of Space Operations | VCSO               | Gen David D. Thompson                |
|                                         | Chief Master Sergeant of the Space Force                                                                                           | CMSSF              | CMSgt Roger A. Towberman             |
| Office of the Chief of Space Operations | |                    |                                      |
|                                         | Director of Staff |                    | Lt Gen Nina M. Armagno               |
|                                         | Deputy Chief of Space Operations for Personnel and Logistics / Chief Human Capital Officer                                         | S1/4               | Patricia Mulcahy                     |
|                                         | Deputy Chief of Space Operations for Operations, Cyber, and Nuclear / Chief Operations Officer                                     | S2/3/6/10          | Lt Gen B. Chance Saltzman            |
|                                         | Director of Intelligence, Surveillance and Reconnaissance                                                                          | S2                 | Maj Gen Leah G. Lauderback           |
|                                         | Deputy Chief of Space Operations for Strategy, Plans, Programs, Requirements, and Analysis / Chief Strategy and Resourcing Officer | S5/8/9             | Lt Gen William J. Liquori Jr.        |
|                                         | Chief Technology and Innovation Officer                                                                                            |                    | Maj Gen Kimberly A. Crider (interim) |

### Feldkommandos
| Name                   | Name                                                            | Funktion                                                         | Hauptquartier                           |
| Field Commands         | Field Commands                                                  | Field Commands                                                   | Field Commands                          |
| ---------------------- | --------------------------------------------------------------- | ---------------------------------------------------------------- | --------------------------------------- |
|                        | Space Operations Command (SpOC)                                 | Weltraum, Netz, Geheimdienstoperationen, Kampfunterstützung      | Peterson Space Force Base, Colorado     |
|                        | Space Systems Command (SSC)                                     | Forschungs, Entwicklung und Raketenstarts                        | Los Angeles Air Force Base, Kalifornien |
|                        | Space Training and Readiness Command (STARCOM)                  | Weltraumtraining, Tests und Evaluierung sowie Doktrinentwicklung | Peterson Space Force Base, Colorado     |
|                        | United States Space Forces Indo-Pacific (SPACEFOR-INDOPAC)      | Teil des United States Indo-Pacific Command                      | Joint Base Pearl Harbor-Hickam, Hawaii  |
|                        | United States Space Forces Korea (SPACEFOR-KOR)                 | Teil der United States Forces Korea                              | Osan Air Base, Südkorea                 |
|                        | United States Space Forces Central (SPACEFOR-CENT)              | Teil des United States Central Command                           | MacDill Air Force Base, Florida         |
| Space Force elements   |                                                                 |                                                                  |                                         |
|                        | Space Force Element, National Reconnaissance Office (SFELM NRO) | Teil des National Reconnaissance Office                          | Chantilly, Virginia                     |
| Direct reporting units |                                                                 |                                                                  |                                         |
|                        | Space Rapid Capabilities Office                                 | Forschung, Entwicklung und Bereitstellung von Ressourcen         | Kirtland Air Force Base, New Mexico     |
|                        | Space Development Agency                                        | Kommerzielle Forschung, Entwicklung und Beschaffung              | Pentagon, Washington, D.C.              |
|                        | Space Warfighting Analysis Center                               | Konfliktsimulation, Streitkräfteplanung                          | Washington, D.C.                        |

#### Space Operations Command
Das Space Operations Command (SpOC) ist das erste Feldkommando der United States Space Force und wird von einem Generalleutnant kommandiert. Das Space Operations Command wurde am 21. Oktober 2020 durch die Neugestaltung des Hauptquartiers der United States Space Force eingerichtet, das am 20. Dezember 2019, als die Space Force gegründet wurde, vom Hauptkommando des Air Force Space Command neu benannt wurde. Derzeit ist der Space Operations Command das einzige Feldkommando der Space Force und hauptsächlich für Weltraumoperationen, Cyber-Operationen, Geheimdienstoperationen und die Verwaltung von Space Operations Command-Stützpunkten verantwortlich. Es dient als Space Force-Dienstkomponente für das United States Space Command. Der SpOC ist verantwortlich für neun Deltas der Space Operations, zwei Garnisonen und zwei Abteilungen.
Das Space Operations Command West ist für die Durchführung von Space Warfighting-Operationen verantwortlich und wird von einem Generalmajor geleitet, der auch stellvertretender Kommandeur des Space Operations Command und Kommandeur des Combined Force Space Component Command der US Space Force ist. Das SpOC West wurde nach der Abspaltung des aktuellen Space Operations Command am 21. Oktober 2020 vom Air Force Space Command umbenannt. Das erste SpOC selbst wurde am 20. Dezember 2020 von der vierzehnten Luftwaffe des Air Force Space Command umbenannt.

#### Space Systems Command
Das Space Systems Command (SSC) ist verantwortlich für die Entwicklung, Beschaffung und den Einsatz von Raumfahrtsystemen sowie für deren Start, Wartung und Instandhaltung. Außerdem berät es die Space Force bei wissenschaftlichen und technologischen Aktivitäten.
Am 8. April 2021 gab die Space Force die geplante Struktur des SSC bekannt. Unter der Leitung eines Generalleutnants wurde das SSC durch die Zusammenführung des Space and Missile Systems Center, des Commercial Satellite Communications Office und anderer Büros für Raumfahrtprogramme, die zur Space Force zugeteilt wurden, gebildet werden und im Sommer 2021 seine Arbeit aufnehmen. Am 29. Juli wurde Michael Guetlein vom Senat der Vereinigten Staaten als erster Kommandant bestätigt.

#### Space Training and Readiness Command
Das Space Training and Readiness Command (STARCOM) wurde gegründet, um Personal auszubilden und zu schulen, sowie zur Durchführung von Prüfungen und dem Bewerten der Truppen. STARCOM wurde am 23. August 2021 unter der Leitung eines Generalmajors aktiviert. Danach wurden fünf untergeordnete Deltas eingerichtet: je eines für Training, Doktrin und Lehren, Reichweite und Aggressor, Test und Evaluierung sowie Ausbildung.

### Deltas und Büros
| Name                                 | Name                                                                      | Funktion | Hauptquartier                             | Kommandant                  |
| Space Operations Command             | Space Operations Command                                                  | Space Operations Command                                                                                        | Space Operations Command                  | Space Operations Command    |
| ------------------------------------ | ------------------------------------------------------------------------- | --- | ----------------------------------------- | --------------------------- |
|                                      | Space Delta 2                                                             | Weltraum-Situationsbewusstsein                                                                                  | Peterson Space Force Base, Colorado       | Col Matthew S. Cantore      |
|                                      | Space Delta 3                                                             | elektronische Weltraumkriegsführung                                                                             | Peterson Space Force Base, Colorado       | Col John G. Thien           |
|                                      | Space Delta 4                                                             | Raketenwarnung                                                                                                  | Buckley Space Force Base, Colorado        | Col Richard L. Bourquin     |
|                                      | Space Delta 5                                                             | Steuerung und Kontrolle                                                                                         | Vandenberg Space Force Base, Kalifornien  | Col Monique C. DeLauter     |
|                                      | Space Delta 6                                                             | Cyberkrieg | Schriever Space Force Base, Colorado      | Col Roy V. Rockwell         |
|                                      | Space Delta 7                                                             | Geheimdienst, Überwachung, Aufklärung                                                                           | Peterson Space Force Base, Colorado       | Col Chandler P. Atwood      |
|                                      | Space Delta 8                                                             | Satellitenkommunikation und Navigationssatellitensystem                                                         | Schriever Space Force Base, Colorado      | Col Matthew E. Holston      |
|                                      | Space Delta 9                                                             | Weltraumkrieg                                                                                                   | Schriever Space Force Base, Colorado      | Col Casey M. Beard          |
|                                      | Space Delta 15                                                            | National Space Defense Center                                                                                   | Schriever Space Force Base, Colorado      | Col Casey M. Beard          |
|                                      | Space Delta 18                                                            | National Space Defense Center                                                                                   | Wright-Patterson Air Force Base, Ohio     | Col Casey M. Beard          |
|                                      | Space Base Delta 1                                                        | Logistik und medizinische Unterstützung                                                                         | Peterson Space Force Base, Colorado       | Col James E. Smith          |
|                                      | Space Base Delta 2                                                        | Logistik und medizinische Unterstützung                                                                         | Buckley Space Force Base, Colorado        | Col Devin R. Pepper         |
| Space Systems Command                |                                                                           | |                                           |                             |
|                                      | Assured Access to Space Directorate                                       | Mobilität und Logistik im Weltraum                                                                              |                                           |                             |
|                                      | Military Communications & Positioning, Navigation, and Timing Directorate | Militärische Satellitenkommunikation und Erfassung und Aufrechterhaltung von Ortung, Navigation und Zeitmessung |                                           |                             |
|                                      | Space Sensing Directorate                                                 | Beschaffung von militärischer Weltraumsensorik                                                                  |                                           |                             |
|                                      | Battle Management Command, Control, and Communications Directorate        | Kommando und Kontrolle / Modernisierung des Satellite Control Network                                           |                                           |                             |
|                                      | Space Domain Awareness and Combat Power Directorate                       | Bewusstsein für den Weltraum und Erwerb von Kampfkraft                                                          |                                           |                             |
|                                      | Space Launch Delta 30                                                     | Raketenstarts, Verwaltung der Western Range, Unterstützung und medizinische Versorgung                          | Vandenberg Space Force Base, Kalifornien  | Col Mark A. Shoemaker       |
|                                      | Space Launch Delta 45                                                     | Raketenstarts, Verwaltung der Eastern Range, Unterstützung und medizinische Versorgung                          | Patrick Space Force Base, Florida         | BrigGen Kristin Panzenhagen |
|                                      | Space Base Delta 3                                                        | Logistik und medizinische Unterstützung                                                                         | Los Angeles Air Force Base, Kalifornien   | Col Mia L. Walsh            |
| Space Training and Readiness Command |                                                                           | |                                           |                             |
|                                      | Space Delta 1                                                             | Weltraumtraining                                                                                                | Vandenberg Space Force Base, Kalifornien  | Col Peter C. Norsky         |
|                                      | Space Delta 10                                                            | Militärdoktrin und Konfliktsimulation                                                                           | United States Air Force Academy, Colorado | Col Jack D. Fulmer II       |
|                                      | Space Delta 11                                                            | Opposing Force                                                                                                  | Schriever Space Force Base, Colorado      | Col Jay M. Steingold        |
|                                      | Space Delta 12                                                            | Prüfung und Bewertung                                                                                           | Schriever Space Force Base, Colorado      | Col E. Lincoln Bonner III   |
|                                      | Space Delta 13                                                            | Ausbildung | Maxwell Air Force Base, Alabama           | Col Niki J. Lindhorst       |

### Standorte
Bis Ende 2020 wurden ehemalige Stützpunkte des Air Force Space Command nicht offiziell von der United States Air Force an die United States Space Force übertragen oder von Air Force Base in Space Force Base umbenannt. Die Space Force hat jedoch die operative Kontrolle über diese Stützpunkte, durch seine Garnisonen, übernommen.
Die Space Force betreibt sechs Primärstützpunkte, sieben kleinere Stationen und einen Luftwaffenstützpunkt in Grönland. Weitere Einheiten sind in Großbritannien, auf Ascension Island, auf dem Diego Garcia Atoll, in Alaska, auf Hawaii und in Guam stationiert.
| Installation                          | Grundlegende Funktionen | Lage                                  | Garnison                         | Feldkommando |
| ------------------------------------- | --- | ------------------------------------- | -------------------------------- | ------------ |
| Pentagon                              | Space Force Hauptsitz | Arlington County, Virginia            | Washington Headquarters Services | OCSO         |
| Space-Force-Basen                     | |                                       |                                  |              |
| Buckley Space Force Base              | Raketenwarnung | Colorado Aurora                       | Buckley Garrison                 | SpOC         |
| Los Angeles Air Force Base            | Anschaffungen, Forschung und Entwicklung | El Segundo, California                | 61st Air Base Group              | SMC          |
| Patrick Space Force Base              | Raketenstart und Führung östlicher Bereich | Brevard County, Florida               | 45th Space Wing                  | SpOC         |
| Peterson Space Force Base             | North American Aerospace Defense Command, U.S. Space Command, U.S. Northern Command, Hauptquartier des Space Operations Command, Weltraum-Situationsbewusstsein, elektronische Weltraumkriegsführung, Geheimdienst, Überwachung, Aufklärung | Colorado Springs, Colorado            | Peterson-Schriever Garrison      | SpOC         |
| Schriever Space Force Base            | Hauptquartier des Joint Task Force-Space Defense und National Space Defense Center, Weltraumkrieg, Satellitenkommunikation und Navigationssatellitensystem, Cyberkrieg                                                                      | Falcon, Colorado                      | Peterson-Schriever Garrison      | SpOC         |
| Vandenberg Space Force Base           | Hauptquartier des Combined Force Space Component Command und Combined Space Operations Center, Raketenstart und Führung westlicher Bereich, Steuerung und Kontrolle                                                                         | Santa Barbara County, California      | 30th Space Wing                  | SpOC         |
| Space-Force-Stationen                 | |                                       |                                  |              |
| Cape Canaveral Space Force Station    | Raketenstart und Führung östlicher Bereich | Cape Canaveral, Florida               | 45th Space Wing                  | SpOC         |
| Cape Cod Space Force Station          | Raketenwarnung | Barnstable County, Massachusetts      | Buckley Garrison                 | SpOC         |
| Cavalier Space Force Station          | Raketenwarnung | North Dakota Cavalier                 | Buckley Garrison                 | SpOC         |
| Cheyenne Mountain Space Force Station | Hauptquartier des Raketenfrühwarnzentrums, North American Aerospace Defense Command und U.S. Northern Command alternative Kommandozentrale                                                                                                  | Colorado Springs, Colorado            | Peterson-Schriever Garrison      | SpOC         |
| Clear Space Force Station             | Raketenwarnung | Alaska Clear                          | Buckley Garrison                 | SpOC         |
| Kaena Point Space Force Station       | Satellitensteuerungsnetzwerk | Kaʻena Point, Honolulu County, Hawaii | Peterson-Schriever Garrison      | SpOC         |
| New Boston Space Force Station        | Satellitensteuerungsnetzwerk | New Boston, New Hampshire             | Peterson-Schriever Garrison      | SpOC         |
| Thule Air Base                        | Raketenwarnung | Qaanaaq, Grönland                     | Peterson-Schriever Garrison      | SpOC         |

## Partnerschaften mit anderen Organisationen

Wappen der US Air Force

### United States Air Force
Die United States Space Force und die United States Air Force sind gleichberechtigte Schwesterdienstabteilungen des US-Department of the Air Force, einer zivil geführten Militärabteilung des Verteidigungsministeriums. Der direkte Vorgänger der Space Force, das Air Force Space Command, war ein Hauptkommando der Luftwaffe. Vor der Gründung des Air Force Space Command im Jahr 1982 verteilten sich die Air Force-Weltraumgüter auf das Air Force Systems Command für den Start und die Beschaffungen, das Aerospace Defense Command (bis zu seiner Inaktivierung 1979) sowie das Strategic Air Command und den ersten Vorgänger der Space Force, die Western Development Division, gegründet 1954 unter dem Luftforschungs- und Entwicklungskommando der Air Force.
Die Space Force bekommt den größten Teil ihres Personals von der Air Force. Die Air Force stellt Bauingenieure, Sicherheitskräfte, Logistik-, Vertrags-, Finanz- und medizinisches Personal zur Verfügung, die dann den Garnisonen der Space Force zugewiesen werden. Die Space Force und die Air Force teilen sich auch den gleichen Staatssekretär und die gleiche Militärabteilung sowie gemeinsame Auftragsquellen und Schulungsprogramme wie die United States Air Force Academy, die Air University und die

Wappen der National Reconnaissance Office

Air Force Basic Military Training.

### National Reconnaissance Office
Das National Reconnaissance Office (NRO) ist eine Behörde des Verteidigungsministeriums und Mitglied der United States Intelligence Community, die für das Entwerfen, Bauen, Starten und Warten von Nachrichtensatelliten verantwortlich ist. Das National Reconnaissance Office wurde 1961 als gemeinsame Einrichtung des US-Verteidigungsministeriums und der Central Intelligence Agency gegründet. Die Space Force führt NRO-Satellitenstarts durch und stellt etwa zu 40 % das Personal der NRO.
Die Air Force Association und der pensionierte Lieutenant Colonel der Air Force, David Deptula, schlugen im Frühjahr 2020 vor, das National Reconnaissance Office in die United States Space Force zu integrieren und es in ein Space Force Intelligence, Reconnaissance and Surveillance Command umzuwandeln.

Wappen der NASA

### National Aeronautics and Space Administration
Die National Aeronautics and Space Administration (NASA) ist eine unabhängige Behörde der US-Regierung, die für die zivile Raumfahrt zuständig ist. Die NASA und die Vorgänger der Space Force in der Air Force arbeiteten seit Langem zusammen. Die Space Force unterstützt die Raketenstarts der NASA mit der Task Force 45. Die NASA und die Space Force sind auch Partner in Fragen wie dem Weltraum-Situationsbewusstsein und Vorbereitungen zum Verteidigungsfall im Weltraum.
Mitglieder der Space Force können auch NASA-Astronauten sein. So wurde Colonel Michael S. Hopkins, der Kommandeur des ISS-Zubringerflugs SpaceX Crew-1, während seines ISS-Aufenthalts am 18. Dezember 2020 Mitglied der Space Force.

## Personal
Am 20. Dezember 2019 wurden alle Mitglieder des ehemaligen Air Force Space Command der United States Space Force zugewiesen. Mitglieder der United States Army, United States Navy, United States Marine Corps und der United States Air Force können ebenfalls in die Space Force eintreten. Im Jahr 2021 waren 6.434 militärische und 3.545 zivile Personen der Space Force zugeordnet. Die Piloten der Air Force begannen im Fiskaljahr 2020 mit dem Transfer zur USSF, während die Soldaten der Armee sowie die Raumfahrer und Soldaten der Marines im Fiskaljahr 2022 mit dem Transfer beginnen werden.
Bis zur Festlegung eines offiziellen Titels, der einem Soldaten oder einem Marine ähnelt, wurden Mitglieder der Space Force als Space Professionals (engl. für „Weltraumprofis“) bezeichnet. Im Dezember 2020 wurde verkündet, dass Angehörige der Space Force als Guardians (engl. für „Wächter“) bezeichnet werden, die Bezeichnung geht auf das Motto „Guardians of the High Frontier“ des Air Force Space Command zurück.

### Ränge

#### Offiziere
Die Space Force führte im August 2020 ihre neue Offiziersrangstruktur ein; vorher galten die Ränge von der Air Force.

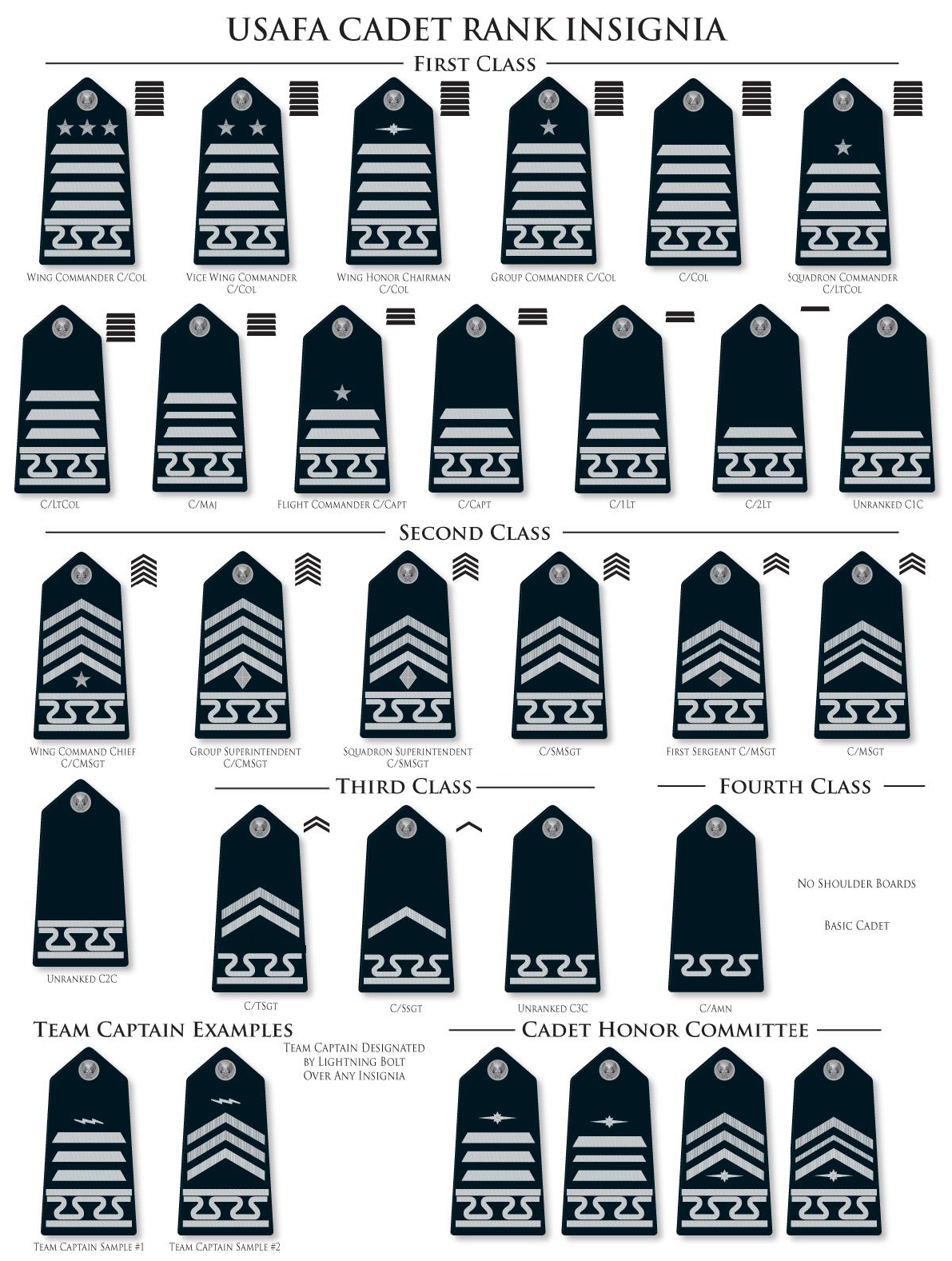
Kadett-Ränge der Space Force Academy

Die United States Air Force Academy gilt aufgrund ihrer Abteilung Space Force und des Cadet Space Operations Squadron als die wichtigste Auftragsquelle für Offiziere der Space Force. Am 18. April 2020 absolvierten die ersten 86 neuen Second Lieutenants der Space Force die United States Air Force Academy. Space-Force-Offiziere werden von der United States Air Force Academy in Colorado Springs, den Programmen des Air Force Reserve Officer Training Corps an zivilen Universitäten und der Air Force Officer Training School an der Maxwell Air Force Base in Alabama unterrichtet. Die United States Air Force Academy verfügt über eine Space Force-Abteilung, wo Kadetten in an Raumtrainings teilnehmen und Mentoring erhalten. Das Cadet Space Operations Squadron betreibt seit 1997 die FalconSAT-Satellitenserie. Die Astronautikabteilung der Akademie wurde 1958 gegründet und ist damit die älteste der Welt.

Offiziere der Space Force besuchen die Air University der Maxwell Air Force Base für eine professionelle militärische Ausbildung, die eine Reihe von weltraumspezifischen Programmen umfasst, darunter das Space-Grey-Rhinos-Programm an der Squadron Officer School für Captains, das Schriever-Space-Scholars-Programm am Air Command and Staff College für Majors und das West Space Seminar am Air War College für Lieutenant Colonels und Colonels. Eine kleine Anzahl von Offizieren der Space Force und der Air Force besucht auch die School of Advanced Air and Space Studies. 

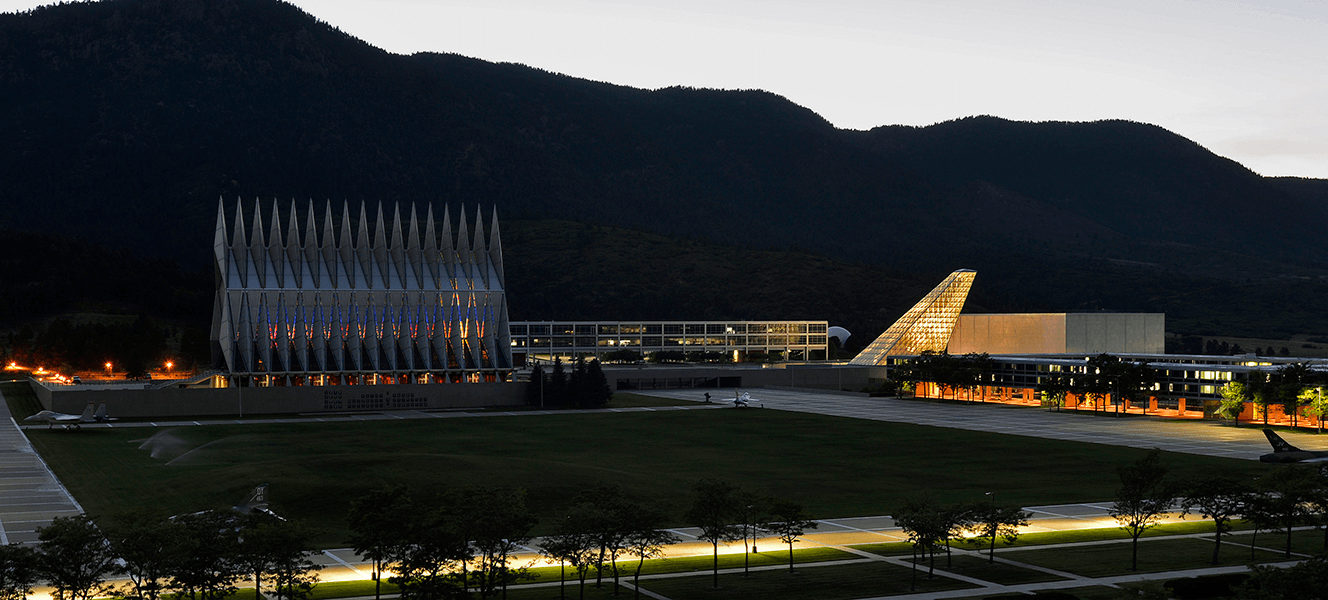
Die United States Air Force Academy

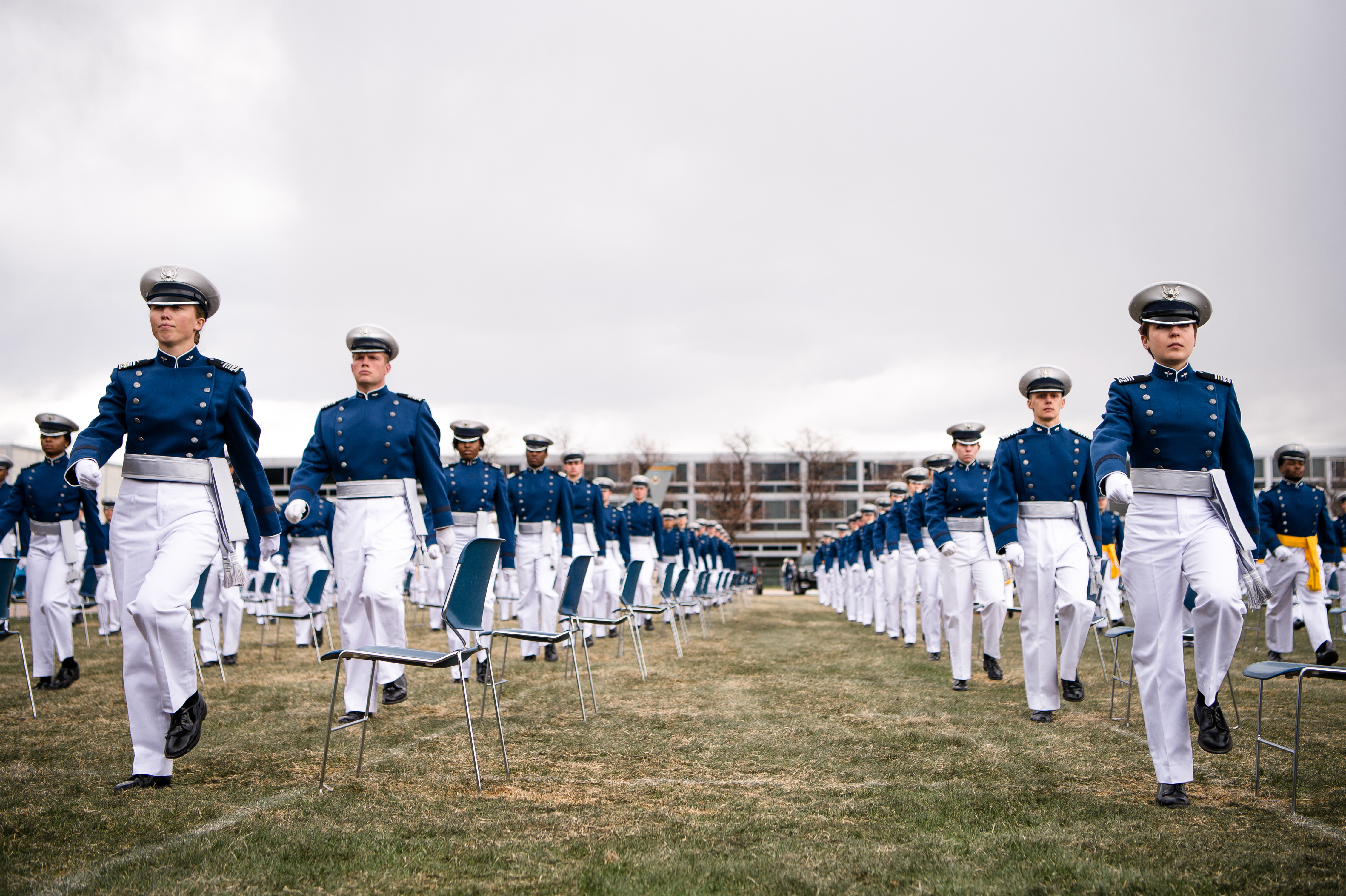
Am 18. April 2020 schlossen die ersten 86 Kadetten die Offiziersausbildung ab

Zu den Rängen der Offiziere gehören:
- 13S – Raumfahrtoffizier
  - 13SA – Orbital Warfare Officer
  - 13SB – Offizier für elektronische Kriegsführung im Weltraum
  - 13SD – Space Battle Management Officer
  - 13SE – Raumzugangs- und Nachhaltigkeitsbeauftragter
- 14N – Geheimdienstoffizier
- 17 – Cyberspace Warfare Operations Officer
  - 17C – Befehlshaber der Cyberspace-Kriegsführung
  - 17D – Warfighter Kommunikationsoffizier
  - 17S – Operations Officer für Cyberspace-Effekte
- 62 – Bereich Entwicklungsingenieur
  - 62E – Entwicklungsingenieur
  - 62S – Material-Anführer
- 63 – Erfassungsfeld
  - 63A – Beschaffungsmanager
  - 63G – Senior Material Leader-Lower-Staffel
  - 63S – Material-Anführer

| Uniformierten Rangcode | Offiziers- kandidat         | O-1               | O-2              | O-3     | O-4   | O-5                | O-6     | O-7               | O-8           | O-9                | O-10    | Spezialrang    |
| NATO code              | OF(D)                       | OF-1              | OF-1             | OF-2    | OF-3  | OF-4               | OF-5    | OF-6              | OF-7          | OF-8               | OF-9    | OF-10          |
| ---------------------- | --------------------------- | ----------------- | ---------------- | ------- | ----- | ------------------ | ------- | ----------------- | ------------- | ------------------ | ------- | -------------- |
| Insignien              | versch.                     |                   |                  |         |       |                    |         |                   |               |                    |         | Nicht vergeben |
| Uniform Aufnäher       | versch. (siehe Bild rechts) |                   |                  |         |       |                    |         |                   |               |                    |         | Nicht vergeben |
| OCP Uniform            | versch.                     |                   |                  |         |       |                    |         |                   |               |                    |         | Nicht vergeben |
| Titel                  | Cadet / Offizier in Übung   | Second Lieutenant | First Lieutenant | Captain | Major | Lieutenant Colonel | Colonel | Brigadier General | Major General | Lieutenant General | General | Nicht vergeben |
| Abkürzung              | Cdt / OT                    | 2ndLt             | 1stLt            | Capt    | Maj   | Lt Col             | Col     | Brig Gen          | Maj Gen       | Lt Gen             | Gen     |                |

#### Unteroffiziere und Mannschaftsränge
Die Space Force vereidigte am 20. Oktober 2020 ihre ersten neuen Rekruten, die ihre militärische Grundausbildung an der Air Force auf der Lackland Air Force Base in Texas unter Einbeziehung eines weltraumspezifischen Lehrplans erhalten hatten. Die Forrest-L.-Vosler-Akademie für Unteroffiziere, die im Rahmen des Delta Provisional für Weltraumtraining und Bereitschaft auf der Peterson Air Force Base in Colorado betrieben wird, bietet technische Sergeants der Space Force eine professionelle militärische Ausbildung. Die Space Force ist dabei, ein separates professionelles militärisches Ausbildungsprogramm mit Ausbildungszentrum und einen Lehrplan aufzustellen. Die Ausbildung soll sich dann auf die spezifischen Kompetenzen der Space Force, den E-4 Klassen mit dem technischen Sergeant und Oberfeldwebel, konzentrieren.

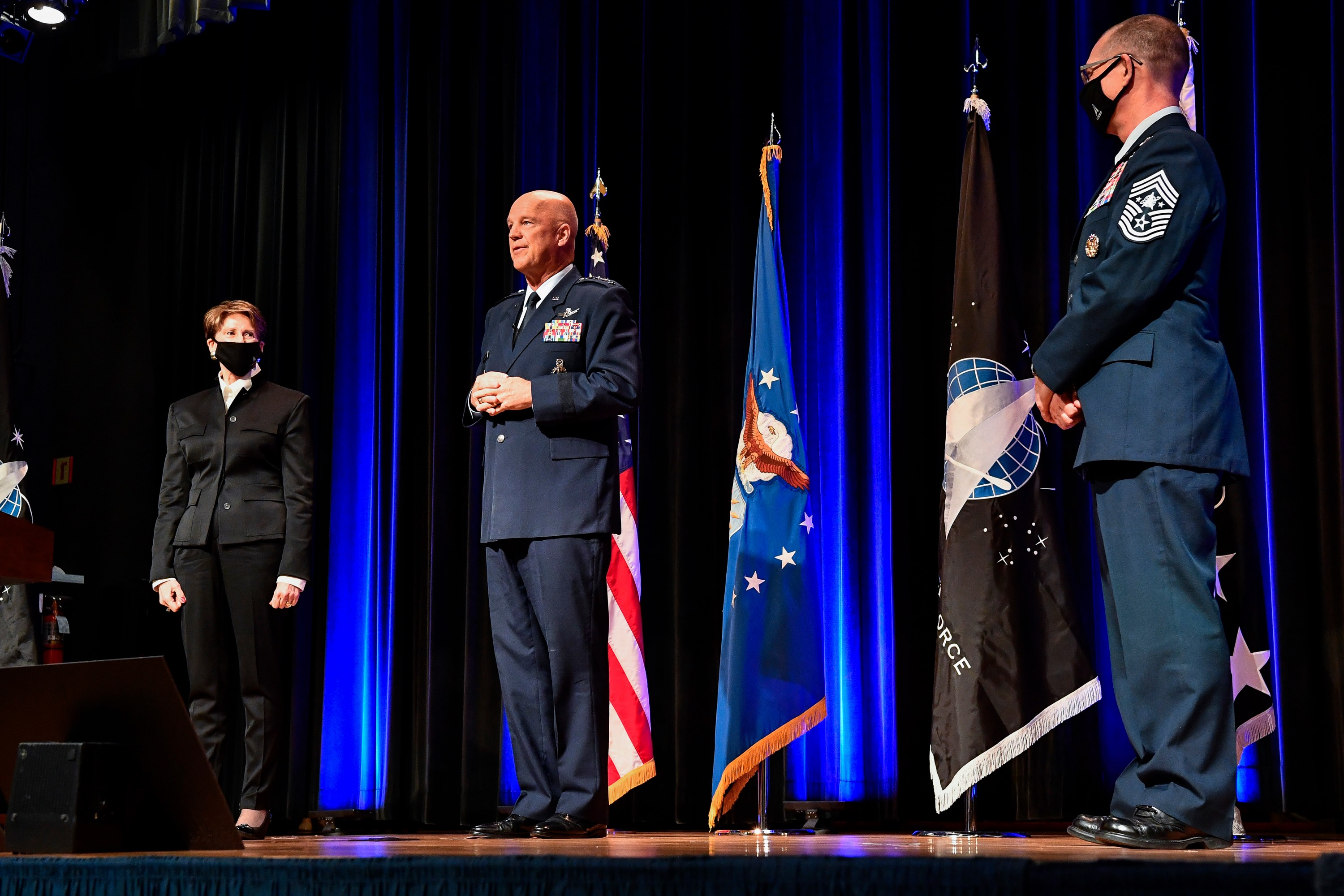
Chief of Space Operation Gen. John W. Raymond und senior enlisted advisor of the Space Force CMSgt Roger A. Towberman

Zu den Rängen der Unteroffiziere und Mannschaften gehören:
- 1C6 – Spezialist für den Betrieb von Raumfahrtsystemen
- 1N – Nachrichtenspezialist
  - 1N0 – All Source Intelligence Analyst
  - 1N1 – Geospatial Intelligence Analyst
  - 1N2 – Signals Intelligence Analyst
  - 1N4 – Fusionsanalyst
  - 1N8 – Targeting-Analyst
- 3D – Spezialist für Cyberspace-Support
  - 3D0 – Cyberspace-Betriebsspezialist
  - 3D1 – Cyberspace-Support-Spezialist

| Uniformierten Rangcode                                | E-1          | E-2          | E-3          | E-4          | E-5      | E-6                | E-7             | E-8   | E-9                    | E-9                   | E-9   | E-9   | E-9                                      |
| NATO code                                             | OR-1         | OR-2         | OR-3         | OR-4         | OR-5     | OR-6               | OR-7            | OR-8  | OR-9                   | OR-9                  | OR-9  | OR-9  | OR-9                                     |
| ----------------------------------------------------- | ------------ | ------------ | ------------ | ------------ | -------- | ------------------ | --------------- | ----- | ---------------------- | --------------------- | ----- | ----- | ---------------------------------------- |
| Uniform Aufnäher                                      |              |              |              |              |          |                    |                 |       |                        |                       |       |       |                                          |
| OCP Uniform                                           |              |              |              |              |          |                    |                 |       |                        |                       |       |       |                                          |
| Titel                                                 | Specialist 1 | Specialist 2 | Specialist 3 | Specialist 4 | Sergeant | Technical Sergeant | Master sergeant |       | Senior Master Sergeant | Chief Master Sergeant |       |       | Chief Master Sergeant of the Space Force |
| Abkürzung                                             | Spc1         | Spc2         | Spc3         | Spc4         | Sgt      | TSgt               | MSgt            | SMSgt | CMSgt                  | CMSgt                 | CMSgt | CMSSF |                                          |
| Die Space Force hat keine definierten First Sergeants |              |              |              |              |          |                    |                 |       |                        |                       |       |       |                                          |

### Abzeichen und Auszeichnungen

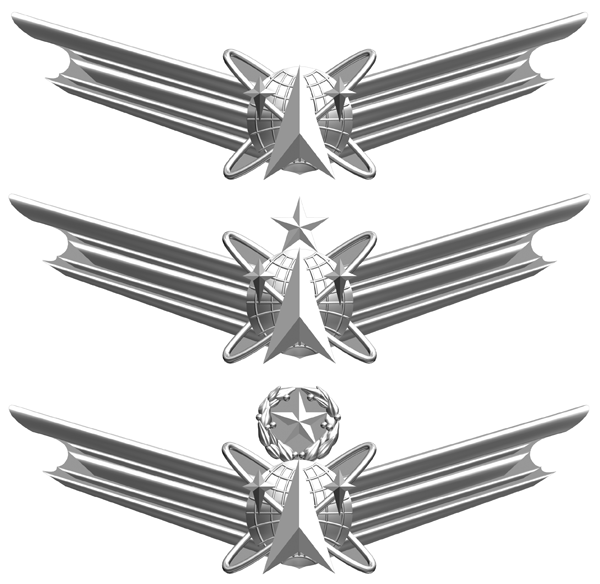
Die Basic- (oben) Senior- (Mitte) und Command- (unten) Space Operations Badges

Mitglieder der United States Space Force tragen Berufsabzeichen auf ihren Uniformen, um auf die Berufsqualifikationen hinzuweisen. Sie können auch zuvor verdiente Abzeichen und Berufsabzeichen tragen, die von Schwesterdiensten vergeben wurden. Berufsausweise der Space Force sind die Space Operations Badges für 13S Space Operations Officers und 1C6-Spezialisten für Raumfahrtsysteme, das Intelligence Badge für 14N Intelligence Officers und 1N Enlisted Intelligence Specialists, das Cyberspace Operator Badge für 17X Cyberspace Operations Officers, das Cyberspace Support Badge für engagierte 3DX-Cyberspace-Support-Spezialisten und das Beschaffungs- und Finanzmanagement-Abzeichen für 62X Entwicklungsingenieure und 63X Beschaffungsmanager.
Als Teil des Department of the Air Force teilen sich die United States Space Force und die United States Air Force die gleichen oder die gleichen Variationen von Auszeichnungen.

## Ausrüstung
Mitte 2019 betrieb das AFSPC der Luftwaffe folgende Satelliten:
- vier Satelliten des Advanced Extremely High Frequency System
- fünf des Verteidigungs-Meteorologischen Satellitenprogramms
- sechs Satelliten des Defense Satellite Communications System
- fünf des Verteidigungsunterstützungsprogramms
- 31 Satelliten des Global Positioning System
- vier GSSAP-Satelliten
- fünf Milstar-Kommunikationssatelliten
- sieben operative und ein experimenteller Satellit des weltraumgestützten Infrarotsystems (SBIRS, Startwarnung)
- zwei SBSS-Satelliten
- sieben WGS-Satelliten

Außerdem werden zwei Boeing X-37B betrieben, von denen sich Stand Dezember 2023 eines im Weltraum befindet.

## Budget
Die US Space Force forderte für das Haushaltsjahr 2021 ein Budget von 15,4 Mrd. US-Dollar, dies entspricht 2,1 % des Wehretats. Von diesem Budget sollen 800 Millionen US-Dollar Personalkosten bezahlt werden. Hinzu kommen Forschungskosten, Betriebskosten und Beschaffungskosten für Raumfahrzeuge, Terminals, Startdienste, Kommunikationssicherheit und Bodenkontrollsystemen.
Für das Haushaltsjahr 2022 forderte die US Space Force ein Budget von 17,4 Mrd. US-Dollar.